# Брок, Николай Петрович
Николай Петрович Брок (1839 — 20 января 1919) — генерал от инфантерии русской императорской армии, начальник Варшавского окружного жандармского управления, почётный опекун.

## Биография
Происходил из дворян Санкт-Петербургской губернии. Родился 10 (22) января 1839 года в семье будущего министра финансов и члена Государственного совета Российской империи Петра Фёдоровича Брока.
Образование получил в Пажеском корпусе, из которого выпущен 6 июня 1857 года корнетом в лейб-гвардии Гусарский полк. 30 августа 1859 года произведён в поручики.

### Кавказские походы
25 мая 1860 года был командирован на Кавказ в Адагумский отряд генерал-майора Бабыча; с этим отрядом принимал участие в неоднократных военных действиях против горцев, причём 28 июня, при фуражировке на Абинской плоскости, находясь в цепи с охотниками, был сильно контужен пулей в кость левой ноги ниже колена. Контузия эта в послужной список Брока не была внесена, за неимением перевязочного свидетельства. За отличие во время этой экспедиции он 25 сентября 1860 года был произведён в штабс-ротмистры. Несколько ранее, 30 августа того же года, был назначен состоять для особых поручений при Главнокомандующем Кавказской армией.
17 сентября 1860 года был отправлен курьером к императору Александру II в Царское Село, а затем отправлен обратно в Тифлис курьером от Его Величества к Главнокомандующему. 16 октября 1861 года был отправлен временным командующим на Кавказской линии князем Орбелиани курьером к главнокомандующему Кавказской армиею князю Барятинскому, находившемуся в то время за границей, в Дрездене.
В ротмистры произведён 17 апреля 1862 года.

### Адъютант Д. А. Милютина и штабная служба
17 октября 1861 года назначен адъютантом к военному министру генерал-адъютанту Д. А. Милютину. 4 апреля 1865 года произведён в полковники.
Милютиным на Брока был возложен целый ряд поручений и командировок, по осмотру резервных батальонов в разных округах, делопроизводства в канцеляриях некоторых губернских воинских начальников, по осмотру новобранцев. Он же был командирован в Калугу для дознания причин конфликта, возникшего между сосланным туда Шамилем и бывшим его приставом подполковником Пржеславским, и для возможного устранения этой ссоры.
16 октября 1868 года был назначен в комиссию, учреждённую при Главном штабе для систематического пересмотра существующих законоположений о войсковом хозяйстве. 15 марта 1869 года назначен членом временной комиссии для исследования беспорядков, происходивших в Императорской медико-хирургической академии. 27 мая 1869 года назначен чиновником особых поручений V класса при военном министре, a 31 мая — управляющим особой канцелярией для приёма просителей и разбора просьб, подаваемых военному министру и членом комиссии по распределению пособий. 3 октября того же года избран почётным мировым судьёй Лутского округа.
28 марта 1871 года пожалован в императорские флигель-адъютанты с оставлением в занимаемой должности; 1 октября 1872 года прикомандирован к лейб-гвардии Павловскому полку для изучения правил строевой пехотной службы, с оставлением при прежних особо на него возложенных занятиях по Военному министерству.
30 августа 1874 года произведён в генерал-майоры (на основании манифеста 18 февраля 1762 года), с назначением в Свиту Его Величества и с зачислением по армейской кавалерии и с оставлением в должности (старшинство в чине отдано с 30 августа 1875 года). С 21 октября по 18 ноября 1874 года состоял членом от Военного министерства во временной комиссии для расследования беспорядков, произведённых студентами Медико-хирургической академии.

### Русско-турецкая война 1877—1878 годов
11 марта 1875 года назначен командиром лейб-гвардии Московского полка.
По случаю начавшейся войны с Турцией, гвардия летом 1877 года была мобилизована, и 22 августа лейб-гвардии Московский полк выступил из Санкт-Петербурга. Проследовав по железной дороге до пограничной станции Унгены, полк 4 сентября перешёл границу и вступил в Румынию. 6 октября Брок с полком переправился через Дунай у Зимницы и Систова, и вступил в Болгарию.
Ровно в полночь с 10 на 11 октября Брок с полком и шедшей под его командой лейб-гвардии 2-й артиллерийской бригадой присоединился у деревни Эски-Бркач (под Плевной) к Гвардейскому корпусу. 12 октября Брок участвовал в сражении при взятии штурмом неприятельской укреплённой позиции у Горного Дубняка, в составе войск средней колонны, атаковавшей турок с фронта, причём по случаю ранения начальника колонны и командира 1-й бригады 2-й гвардейской пехотной дивизии, принял в 11 часов утра начальство над войсками средней колонны (вся 1-я бригада 2-й гвардейской пехотной дивизии, 2-й батальон лейб-гвардии Измайловского полка, лейб-гвардии Сапёрный батальон, 1-я и 2-я батареи лейб-гвардии 2-й артиллерийской бригады).
16 октября Брок, со вверенной ему средней колонной (1-я бригада 2-й гвардейской пехотной дивизии и 2-й, 4-й и 5-й батарей лейб-гвардии 2-й артиллерийской бригады), был в деле при взятии с боя укреплённой турецкой позиции у Телиша.
За отличие в этих делах Брок 11 апреля 1878 года был награждён золотой саблей с надписью «За храбрость».
Временно-командующий 2-й гвардейской пехотной дивизией генерал-адъютант граф П. А. Шувалов 16 октября назначил Брока начальником передового отряда (лейб-гвардии Московский полк, 4-я батарея лейб-гвардии 2-й артиллерийской бригады и Кавказская казачья бригада), выдвинутого для занятия на Плевно-Ловчинском шоссе Телиша и села Радомирце и их окрестностей.
25 октября Брок назначен командиром 1-й бригады 2-й гвардейской пехотной дивизии. В это время в войсках ощущался уже недостаток в сухарях, по случаю несвоевременной их доставки интендантством, и 26 октября Брок был назначен начальником особого отряда (по одному батальону от гвардейских полков Семеновского, Измайловского, Егерского, Гренадерского и Павловского, команда от гвардейской пешей артиллерии и 8-й драгунский Астраханский полк), отправленного в Радолище и окрестности для принятия, под его руководством, быстрых мер по сбору муки и зерна (и перемола его), устройства в Радомирце хлебопечения для гвардейского корпуса и скорейшего снабжения войск печёным хлебом. 5 ноября Брок окончил возложенное на него поручение и 6 ноября присоединился, с последними частями отряда, к Гвардейскому корпусу, находившемуся в то время у деревни Яблоницы (по Софийскому шоссе).
6 ноября Брок был назначен начальником правого авангарда Яблоницкого отряда, занимавшаго укрепленную позицию на Софийском шоссе, у деревни Уссиковицы, впереди Правецких высот (лейб-гвардии Московский полк, два батальона 11-го пехотного Псковского полка, 4-я батарея лейб-гвардии 2-й артиллерийской бригады, половина батареи 3-й артиллерийской бригады и Кавказская казачья бригада с состоящей при ней Донской казачьей батареей). С этим авангардом Брок 10 ноября вошёл в состав колонны генерал-майора Эллиса 1-го, назначенной, согласно диспозиции по войскам гвардии и кавалерии Западного отряда действовать по Софийскому шоссе, для занятия Правецких высот с фронта. В составе этой колонны, Брок участвовал 10, 11 и 12 ноября в сражении при занятии с боя Правецких высот.
20 ноября, приказом по Орханийскому отряду, Брок был назначен начальником отряда (две роты лейб-гвардии Измайловского полка, пять рот лейб-гвардии Егерского полка, 4-й батальон лейб-гвардии Московского полка, 4-й батальон лейб-гвардии Павловского полка, лейб-гвардии 6-й стрелковый Финский батальон и 3-я батарея лейб-гвардии 1-й артиллерийской бригады), занимавшего укреплённую позицию на Софийском шоссе, на высотах у деревни Врачеш, против турецких Лютиковских укреплений.
Затем, 27 ноября, Брок возглавил Златицкий отряд (лейб-гвардии Гренадерский полк, два батальона 10-го пехотного Новоингерманландского полка, 3-я стрелковая рота 12-го пехотного Великолуцкого полка, сводная казачья бригада и взвод состоящей при ней Донской казачьей батареи). С этим отрядом, Брок занимал Златицкий перевал, южные склоны Больших Балкан и часть Златицкой долины и находящиеся в ней при спуск с гор селения Челопец и Кизликиой, до 20 декабря включительно, участвуя с отрядом в постоянных перестрелках, стычках и схватках с турками, занимавшими на горах у Златицы сильно укреплённую позицию. 21 декабря отряд окончательно спустился с гор и занял, преследуя отступавших турок, город Златицу и соединился с подошедшим к нему Этропольским отрядом, вследствие чего Брок сдал начальство над соединёнными отрядами генерал-майору Дандевилю.
Вследствие полученного приказания присоединиться с гвардейскими частями к Гвардейскому корпусу, выступил 27 декабря с лейб-гвардии Гренадерским полком из деревни Пирдоп по Златицкой и Софийской долинам и, присоединив к себе в деревне Ташкисен три батареи лейб-гвардии 2-й артиллерийской бригады, перешёл на Софийско-Филиппопольское шоссе и соединился 24 декабря в деревне Вакарель с остальными частями 2-й гвардейской пехотной дивизии. Оттуда, составляя со вверенной ему бригадой авангард отряда генерал-адъютанта графа Шувалова, следовал далее, нагоняя быстро отступавшую армию Сулеймана-паши по Софийско-Филиппопольскому шоссе через Ихтиман и Траяновы ворота (на Малых Балканах); прибыл 31 декабря в 8 часов вечера в деревню Ветреново, откуда в ночь с 31 декабря 1877 года на 1 января 1878 года отправлен был на передовую позицию, для занятия на том же шоссе, со вверенным ему отрядом (лейб-гвардии Гренадерский полк, 2-й батальон лейб-гвардии Московского полка и 4-я батарея лейб-гвардии 2-й артиллерийской бригады), деревни Бузулу.
1 января 1878 года Брок произвёл, под личным командованием начальника войск гвардии и кавалерии Западного отряда генерал-адъютанта Гурко, успленную рекогносцировку турецких позиций под Татар-Базарджиком. Заняв в 7:00 2 января Татар-Базарджик и взяв с боя станцию Филиппопольской железной дороги, Брок следовал далее, снова составляя авангард отряда графа Шувалова. В тот же день, в 21:00, авангард генерал-майора Брока перешёл реку Марицу и в 23:00, с перестрелкой, занял полотно железной дороги. 3 января в 11:00, главные силы присоединились к авангарду. Весь отряд участвовал в трёхдневном бою под Филиппополем.
После занятия города 4 января Брок был назначен военным губернатором Филиппополя. 11 января, по случаю выступления гвардии из Филиппополя в Адрианополь, Брок сдал должность начальнику 31-й пехотной дивизии генерал-лейтенанту Вельяминову и, выступив с бригадой, прибыл в Адрианополь в ночь с 16 на 17 января.
27 января Брок со вверенным ему отрядом (1-я бригада 2-й гвардейской пехотной дивизии, лейб-гвардии Саперный батальон, первые четыре батареи лейб-гвардии 2-й артиллерийской бригады) через города Люле-Бургас и Чорлу двинулся к берегу Мраморного моря и 2 февраля занял город Эрекли. Через неделю, 9 февраля, отряд был переведён в город Силиври, откуда выступил форсированным маршем в Буюк-Чекменджи, который и занял 11 февраля.
13 февраля, вследствие перемещения главной квартиры главнокомандующего великого князя Николая Николаевича Старшего в Сан-Стефано, Брок перешёл со вверенным ему отрядом в Кучюк-Чекменджи, тоже на берегу Мраморного моря, и затем оставался в этом город и вообще около Сан-Стефано и в окрестностях Константинополя до 11 августа, когда перешёл в Буюк-Чекменджи, для посадки на суда и отправки в Россию. 23 августа Брок был назначен начальником над портом в Буюк-Чекменджи и главным наблюдающим за погрузкой и посадкой остальных войск Гвардейского корпуса на суда. 29 августа Брок с последним эшелоном лейб-гвардии Московского полка, выехал в Николаев, куда и прибыл 31 августа.
14 февраля 1880 года Броку было объявлено Монаршее благоволение за отлично-усердную службу и труды, понесённые в бывшей действующей армии.
19 декабря 1880 года Брок был назначен командиром 2-й бригады 2-й гвардейской пехотной дивизии. В 1882 году, он с 12 мая по 10 июня временно командовал 1-й гвардейской пехотной дивизией.

### Служба вОтдельном корпусе жандармов
9 мая 1884 года Брок был назначен начальником Варшавского жандармского округа, с оставлением в Свите Его Величества и по гвардейской пехоте; 24 августа того же года ему объявлено Высочайшее благоволение за примерный порядок в Варшаве за время присутствия там императора Александра III. 30 августа 1885 года Брок был произведён в генерал-лейтенанты.
С 19 сентября 1897 года Брок состоял в распоряжении шефа жандармов, а с 1 января 1900 года, числясь в списках Отдельного корпуса жандармов, являлся почётным опекуном Опекунского совета учреждений императрицы Марии по Санкт-Петербургскому (с 1914 года — Петроградскому) присутствию. 9 апреля 1900 года произведён в генералы от инфантерии.
После Октябрьской революции Брок жил в Москве, скончался в Петрограде 20 января 1919 года.

## Награды
Среди прочих наград имел следующие российские:
- Орден Святой Анны 3-й степени (27 октября 1860 года)
- Орден Святого Станислава 2-й степени (17 апреля 1863 года, императорская корона к этому ордену пожалована 4 апреля 1865 года)
- Орден Святого Владимира 4-й степени (17 апреля 1867 года)
- Орден Святой Анны 2-й степени (15 апреля 1869 года)
- Орден Святого Владимира 3-й степени (16 апреля 1872 года)
- Золотая сабля с надписью «За храбрость» (11 апреля 1878 года)
- Орден Святого Станислава 1-й степени с мечами (29 мая 1878 года, за переход через Балканы)
- Орден Святой Анны 1-й степени с мечами (16 июля 1878 года, за бой под Филиппополем 3, 4 и 5 января 1878 года)
- Орден Святого Владимира 2-й степени (30 августа 1882 года)
- Орден Белого орла (9 сентября 1889 года)
- Орден Святого Александра Невского (17 апреля 1894 года, алмазные знаки к этому ордену пожалованы 28 марта 1904 года)
- Орден Святого Владимира 1-й степени (6 июня 1907 года)

Иностранные:
- Прусский орден Короны 2-й степени (8 октября 1865 года)
- Прусский орден Красного орла 2-й степени (4 мая 1873 года)
- Австрийский орден Железной короны 2-й степени (1 октября 1874 года)
- Шведский орден Святого Олафа 2-й степени командорским крестом (12 ноября 1875 года)
- Румынским Крест «За переход через Дунай»(1878 год)
- Австрийский большой крест ордена Франца-Иосифа (1885 год)
- Прусский орден Короны 1-й степени (20 января 1885 года)
- Прусский орден Красного Орла 1-й степени (27 сентября 1886 года)
- Черногорский орден князя Даниила I 1-й степени (27 сентября 1886 года)
- Персидский орден Льва и Солнца 1-й степени (27 октября 1889 года)
- Люксембургский Большой крест ордена Дубовой короны (1896 год)
- Болгарский орден «Святой Александр» 1-й степени (1898 год)

## Семья
Женился 9 января 1863 года на дочери графа Н. М. Ламздорфа, Надежде Николаевне (1839—27.12.1909); их дети:
- Александра (21.10.1863—?), замужем за В. Б. Кольшмидтом
- Надежда (04.12.1865—?)
- Мария (28.10.1867—?)
- Пётр (27.10.1876—?), полковник.